# 义序站
义序站（福州話：/ŋie˥˧ løy˨˦˨/）位于中华人民共和国福建省福州市仓山区官产洲两条规划路交叉口地下，是福州地铁5号线的地铁车站，于2022年4月29日启用。

## 车站结构
义序站位于官产洲两条规划路交叉口下方，呈东西向布置。车站为双柱三跨地下三层车站，总长159.8米，标准段宽22.1米，围护结构地下连续墙深度最长为52米，最大开挖深度23.7米，土方开挖总量约8万立方米。
| 地面层   | 出入口                               |  | 出入口                         |
| 地下一层 | 站厅                                 |  | 票务服务、自动售票机           |
| 地下二层 | 设备层                               |  | 车站设备                       |
| 地下三层 | 1                                    |  | 5号线 往荆溪厚屿（盖山竹榄）   |
| 地下三层 | 岛式站台，列车运行方向左侧的车门开启 |  |                                |
| 地下三层 | 2                                    |  | 5号线 往福州火车南站（帝封江） |

### 出入口与周边
义序站目前开放2个出入口，其中无障碍电梯位于D出入口，卫生间位于暂未开放的C出入口。
| 义序站出入口信息            | 义序站出入口信息 | 义序站出入口信息 | 义序站出入口信息 |
| --------------------------- | ---------------- | ---------------- | ---------------- |
|                             |                  |                  |                  |
| 编号                        | 设施             | 位置             | 接驳交通         |
| 出口 · B                    |                  | 车站西北口       |                  |
| 出口 · D                    |                  | 车站东南口       |                  |
| 注： 设有电梯 \| 设有卫生间 |                  |                  |                  |

## 历史
- 2016年7月20日，于福州市轨道交通5号线一期工程环境影响评价第一次公示中提及设置欢乐谷站。[3][4]
- 2019年8月25日，义序站主体结构封顶。[2]
- 2022年4月24日，义序站开放为期三天的免费试乘。[5]
- 2022年4月29日，义序站启用。[1]